# Dambecker See (Bütow)
Der Dambecker See ist ein See am Westrand von Dambeck, einem Ortsteil von Bütow im Landkreis Mecklenburgische Seenplatte in Mecklenburg-Vorpommern. Das Gewässer hat eine Größe von 54,1 Hektar und liegt auf 72 m ü. NHN. Die maximale Ausdehnung des Sees beträgt 1400 Meter × 550 Meter. Der Dambecker See wird durch eine Engstelle in zwei Becken geteilt. Zuflüsse sind Gräben aus der näheren Umgebung, davon einer vom Steinfortsee, Abfluss ist ein Graben zur Elde. Nur Teile des Westufers und das Südufer, wo die Bundesstraße 198 zur nahen Bundesautobahn 19 verläuft, sind bewaldet und stärker schilfbestanden. Die übrigen Uferabschnitte sind von landwirtschaftlichen Nutzflächen und dem Gutshof von Dambeck im Südosten des Sees eingenommen.
Das Ostufer wird durch einen Wanderweg erschlossen, der an der Engstelle des Sees zu einer Badestelle und 100 m weiter zur Kirchenruine Dambeck führt.
Vor der Deutschen Wiedervereinigung speiste der Dambecker See die Beregnung von 700 ha sandiger Ackerfläche. Von einer Station unweit der Kirchenruine wurde das Wasser zum Gut Tönchow in Wendisch Priborn gepumpt.